# Bootleg

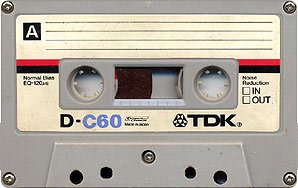
Caseta audio a sporit mult distribuirea de înregistrări bootleg în anii 1980

Bootleg (en|bootleg /[ˈbu:tleg]/ - (slang) vânzare clandestină, contrabandă) - înregistrare audio și/sau video, elaborată și distribuită fără autorizația titularilor. Expresia derivă de la jargonul ce denumea vânzarea clandestină a băuturilor alcoolice din perioada înterzicerii alcoolului din SUA, în anii 1920-1930.
Bootleg-ul trebuie deosebit de copiile piratate - care sunt copii neautorizate ale produselor fabricate în mod legal.
De cele mai multe ori, bootleg-urile sunt publicații ilegale, însă unele trupe muzicale permit, spre exemplu, distribuția non-comercială a înregistrărilor lor de concert sau a remix-urilor amatorilor. Acest lucru a condus la faptul, că, colecționarii copiilor legale fac schimb de bootleg-uri prin poștă (mai întâi cu casete audio, apoi CD-uri, DVD) și Internet.
Primul bootleg este considerat un dublu album din anul 1969, cunoscut sub numele de "The Great White Wonder», care prezintă fragmente ale sesiunilor comune de studio, dintre Bob Dylan și trupa The Band. Identitatea editorilor săi este ascunsă în spatele numelor Ken și Dub. Popularitate bootleg-ului a obligat casa de discuri Columbia Records în 1975, să publice oficial această înregistrare, intitulând-o "Basement Tapes» («benzi de subsol").

## Vezi și
- Release muzical
- Album
- Casă de discuri

## Legături externe
- Bootleg Encyclopedia
- Etree Wiki
- Live Music Archive
- Stream Free Concerts and Authorized Live Recordings Arhivat în 27 aprilie 2013, la Wayback Machine.
- A History of Bootlegging
- Collectors Music Review Arhivat în 29 aprilie 2013, la Wayback Machine.
- CD Pinkerton. "Ce este un bootleg" (1996)